# Deutschsprachige Wikipedia

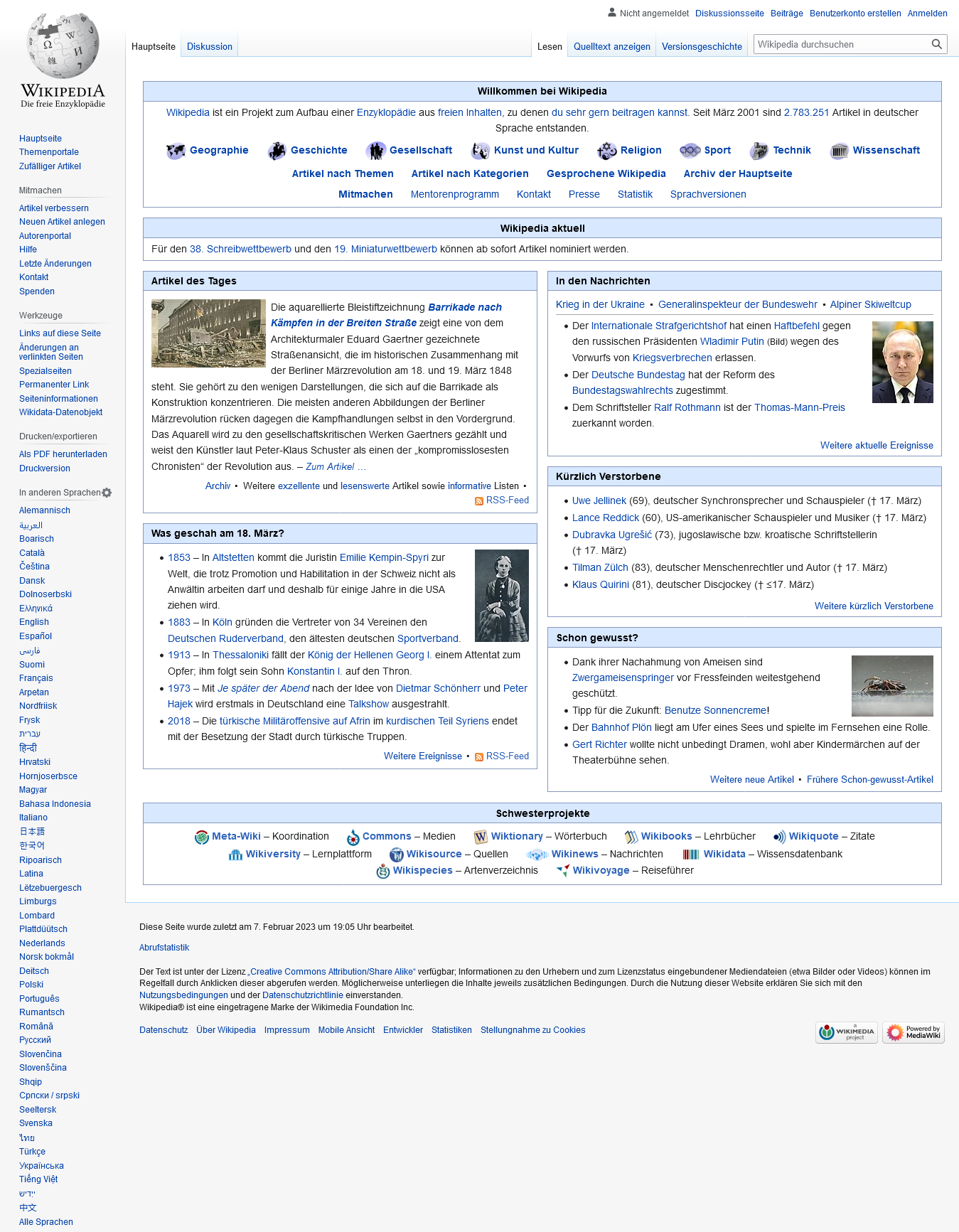
Hauptseite der deutschsprachigen Wikipedia am 18. März 2023

Die deutschsprachige Wikipedia ist die Ausgabe der freien Online-Enzyklopädie Wikipedia in deutscher Sprache. Sie wurde im März 2001 als erste weitere Sprachausgabe etwa zwei Monate nach der englischsprachigen Wikipedia gegründet.
Nach Anzahl der Artikel ist sie mit aktuell 3.036.630 Artikeln (31.07.2025) nach der englischsprachigen sowie der stark von computergenerierten Artikeln geprägten cebuanosprachigen Wikipedia-Ausgabe die drittgrößte Wikipedia-Ausgabe. Gemessen an der Anzahl der Artikel-Bearbeitungen, aber auch der Administratoren, Autoren und „aktiver Autoren“ ist die deutschsprachige Wikipedia nach der englischsprachigen Wikipedia die zweitgrößte.
Nach den drei Anfangsjahren stieg die Zahl aktiver Autoren bis 2007 stark an und sinkt seit 2009 kontinuierlich.

## Geschichte

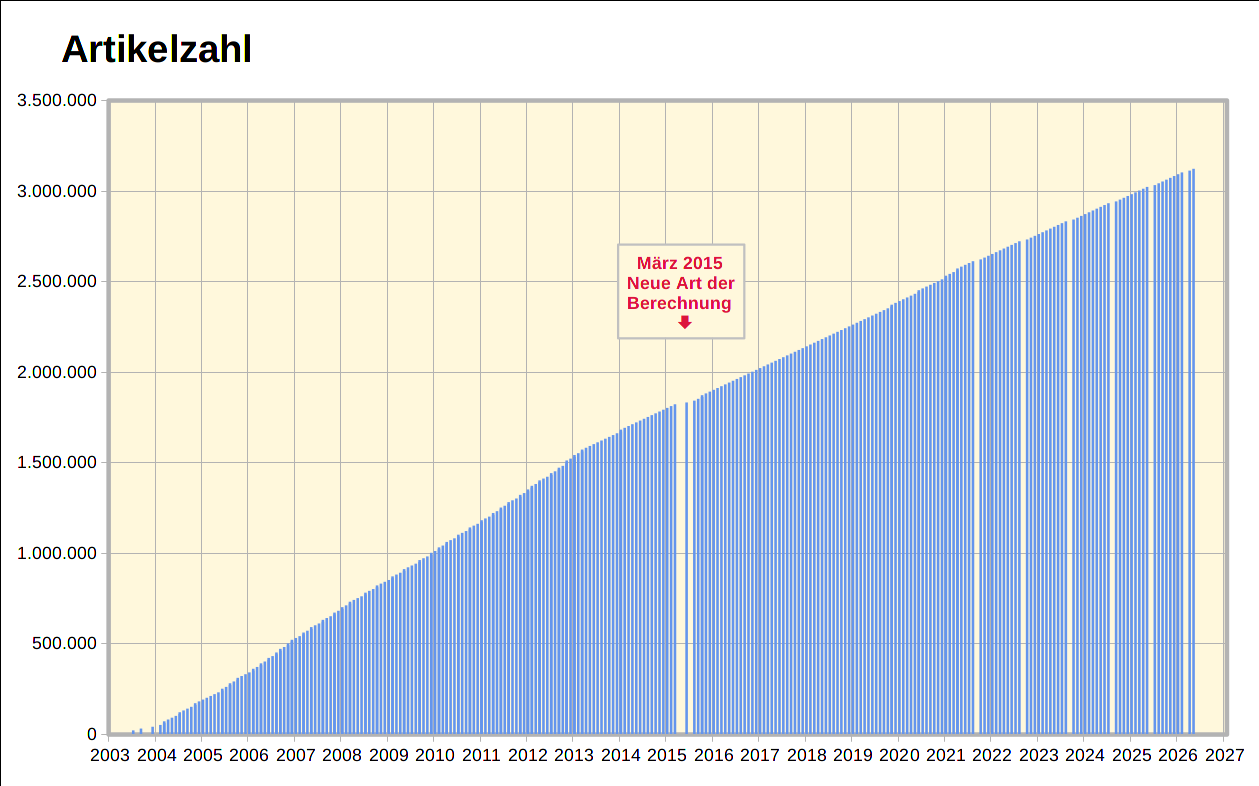
Artikelwachstum der deutschsprachigen Wikipedia

### Frühphase 2001 bis 2003
Das Wiki für die deutschsprachige Wikipedia, damals noch mit der UseModWiki-Software, wurde am 16. März 2001 unter den Domains german.wikipedia.com und deutsche.wikipedia.com eingerichtet; die ersten Artikel entstanden noch im selben Monat. Anfangs wurde das Wiki hauptsächlich als Kollaborationsplattform für das deutschsprachige Nupedia-Übersetzerteam genutzt, dessen Mitglieder jedoch dem Konzept Wiki skeptisch gegenüberstanden. So beschrieb der Nupedia-Mitarbeiter Rainer Zenz im Juli 2002 sein Verhältnis zur Wikipedia:

„Mit Wikipedia habe ich mich – ehrlich gesagt – noch nicht so viel befasst. Es hat schon seinen Reiz, so direkt veröffentlichen und verändern zu können, an Nupedia aber hat mir die persönliche Zusammenarbeit und Diskussion um ein Thema und Formulierungen gefallen – das vermisse ich etwas bei Wikis.
Es gibt noch ein Wiki-Problem: Der erste Eindruck. Sehr spartanisch, etwas rätselhaft, was für Nerds. Und unseriös, weil da kann ja jeder schreiben, was er will ... Daß dahinter ein großartiges Konzept steckt, merkt man eben erst bei sehr genauem Hinsehen.“

Einer der engagiertesten Mitarbeiter und Förderer des Projekts in den Anfangsmonaten war Kurt Jansson, damals Soziologiestudent in Berlin.
Die Versionsgeschichten der Anfangszeit sind nur unvollständig erhalten, da die UseMod-Software alte Versionen nach zwei Wochen automatisch löschte. Dieser Eigenart, obwohl bekannt und im Hinblick auf die verpflichtende Autorbenennung gemäß der geltenden Lizenz GNU FDL problematisch, wurde damals wenig Bedeutung beigemessen. Die frühen Archive der Mailingliste Wikide-l wurden durch eine Nachlässigkeit vernichtet, sodass die Archivierung nur bis August 2003 zurückreicht.
Bei der für die deutschsprachige Wikipedia eingesetzten Wiki-Software unterscheidet man drei Phasen, genannt Phase I bis Phase III. Die UseMod-Software wurde im Nachhinein als Phase I bezeichnet, nachdem sich Phase II als Name für die von Magnus Manske speziell für Wikipedia entwickelte Wiki-Software eingebürgert hatte. Die englische Wikipedia wurde am 25. Januar 2002 auf Phase II umgestellt. Nach massiven Performance-Problemen im Frühjahr 2002 konzentrierte man sich auf Optimierung und Fehlerbereinigung und verzichtete bewusst darauf, die anderen Sprachversionen ebenfalls umzustellen. Schließlich konsolidierte Lee Daniel Crocker die Codebasis zu einer eigens für Wikipedia entwickelten Software. Das Ergebnis dieses Redesigns bezeichnete man daraufhin als Phase III; später wurde die Software MediaWiki getauft. Bei der Umstellung der deutschsprachigen Wikipedia auf Phase III am 28. August 2002 wurden die Benutzerkennnummern neu vergeben. Aus diesen Gründen lässt sich heute nicht mehr genau eruieren, welche die ersten Artikel waren und wie sich das Projekt entwickelte.
Am 19. August 2001 zählte die deutschsprachige Wikipedia 1000 Seiten. Die meisten Artikel aus der Frühzeit sind noch erhalten; einige Kategorien und Projektseiten wurden umgestaltet und gelöscht.
In der Frühphase wuchs die Enzyklopädie langsam, erst am 24. Januar 2003 wurde die Marke von 10.000 Artikeln überschritten. Zu diesem Anlass wurde auch die erste, kollaborativ im Wiki verfasste Pressemitteilung der deutschsprachigen Wikipedia verschickt. Sieben Tage zuvor hatte die englische Wikipedia den 100.000. Artikel gefeiert.

### Ab 2004
Am 24. Februar 2004 und in den folgenden Tagen berichteten erstmals große Medien in Deutschland über Wikipedia. Angefangen mit Spiegel Online und am Tag darauf mit einem Bericht in den ARD-Tagesthemen (circa 2,26 Millionen Zuschauer) wurde Wikipedia deutschlandweit bekannt. Deshalb und durch parallele weitere Medienberichte verdoppelten sich die Nutzerzahlen und Seitenzugriffe innerhalb weniger Tage. Die Server der Wikipedia brachen dabei immer wieder kurzzeitig unter dem Ansturm der neuen Nutzer zusammen.
Am 13. Juni 2004 wurde der Verein Wikimedia Deutschland – Gesellschaft zur Förderung Freien Wissens e. V. gegründet.
Bis zum 27. April 2004 kam man noch ohne Relevanzkriterien aus, die auch erst am 15. August 2005 konkretisiert wurden.
Im September 2008 gab es mehr als 800 Millionen Zugriffe auf die deutschsprachige Wikipedia im Monat.
Anlässlich der Löschung eines Artikels über den Verein MissbrauchsOpfer Gegen InternetSperren (MOGIS) beklagten 2009 zahlreiche Blogs, darunter Fefes Blog und Spreeblick, eine zu rigide Löschpraxis bei Wikipedia-Artikeln mit strittiger Relevanz. Die Debatte wurde in der Folge auch von Spiegel Online, der Zeit, Heise online, Telepolis und auf dem Chaos Communication Congress aufgegriffen.
Als Reaktion darauf veranstaltete der Verein Wikimedia Deutschland eine Podiumsdiskussion zum Thema, um die verschiedenen Standpunkte zur Relevanzpolitik in der Wikipedia zu diskutieren. Auf dem Chaos Communication Congress gab es ein Podium dazu.
Am 27. Dezember 2009 überschritt die deutschsprachige Wikipedia die Marke von 1.000.000 Artikeln, als Jubiläumsartikel gilt Ernie Wasson. Die Marke von 1.500.000 Artikeln wurde knapp drei Jahre später, am 18. November 2012 überschritten; als Meilensteinartikel gilt Baracke Wilhelmine. Vier Jahre später, am 19. November 2016, folgte der 2.000.000. Artikel und am 25. März 2025 der 3.000.000. Artikel.
Im Jahr 2010 erreichte eine Wikipedia-interne Debatte um das Thema „Der Donauturm – Aussichtsturm oder Fernsehturm“ ein Ausmaß, das die Aufmerksamkeit überregionaler Medien weckte. Dabei kamen neben der sachlichen Frage auch Animositäten und Meinungsunterschiede zwischen deutschen und österreichischen Autoren zu Tage. Ebenso kommt es bei Schweizer, Liechtensteiner oder Luxemburger Themen gelegentlich zu Konflikten wegen der unterschiedlichen Rechtschreibung und kultureller Unterschiede.
Rund 72 Prozent der Internetnutzer ab einem Alter von zehn Jahren haben in Deutschland im ersten Quartal 2011 bei ihren Recherchen bevorzugt Wikipedia und andere Onlinenachschlagewerke verwendet.
Im Juni 2013 thematisierte das Nachrichtenmagazin Der Spiegel die Auswertung von Wikipedianutzungsdaten. Betrachtet wurde unter anderem der Wikipedia Live Monitor, der Artikel, die plötzlich in mehreren Wikipedia-Versionen gleichzeitig geändert werden, als Breaking News Candidate vermeldet. Die Spiegel-Mitarbeiter selbst untersuchten auffällige Sprünge beim Nutzerinteresse in der deutschsprachigen Wikipedia. Neben Artikeln zu aktuellen Gesprächsthemen sprang auch der Artikel Bananenschale ins Auge. Er war in der Wikipediarubrik Schon gewusst? auf der Hauptseite erwähnt worden und hatte an einem Tag über 38.000 Interessenten gefunden. Zu den umstrittensten Artikeln in der deutschsprachigen Wikipedia gehörten im Jahr 2013 laut einer Studie der Universität Oxford die Artikel Jesus Christus und Verschwörungstheorien zum 11. September 2001.
Im März 2016 lag die Anzahl der täglich neueingestellten Artikel in der deutschsprachigen Wikipedia bei etwa 350.
Im April 2019 hatte die deutschsprachige Wikipedia knapp 355.000 einzigartige Kategorien. Der durchschnittliche Artikel in dieser Sprachversion hatte 5 Kategorien, während die Anzahl der eindeutigen Kategorien pro Artikel 0,155 betrug. Die größte Anzahl von Artikeln hatten die Kategorien Personen (15 %) und Organisationen (13 %).

## Organisationsstruktur

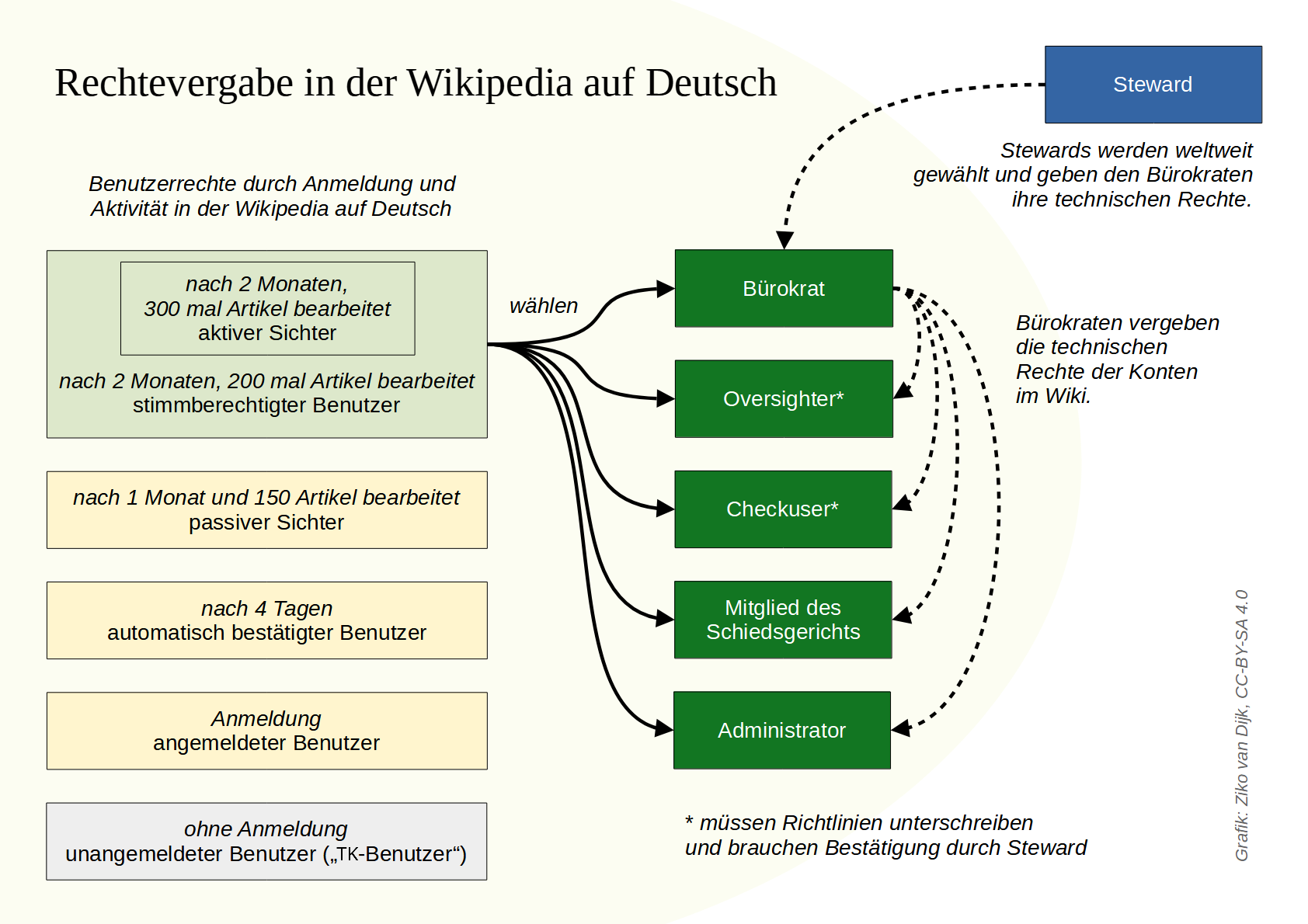
Schaubild zur Rechtevergabe der deutschsprachigen Wikipedia

In ihrer Anfangszeit gab es in der deutschsprachigen Wikipedia drei Benutzergruppen: unangemeldete Benutzer („IPs“), angemeldete Benutzer und Administratoren („Admins“). Administratoren wurden über die Mailingliste sozusagen auf Zuruf gefunden; im Januar 2003 gab es sieben Admins, im April 2003 fünfzehn. Ab Mai 2003 wurden die Vorschläge zentral auf einer Seite im Wikipedia-Namensraum diskutiert. Erst im März 2004 wurden Wahlregeln wie eine nötige Zweidrittelmehrheit und eine Beschränkung des Wahlrechts auf angemeldete Nutzer mit einer gewissen Mindestzahl an Beiträgen eingeführt.
Die Kompetenzen von Administratoren beschränkten sich anfangs auf das Löschen und Schützen von Seiten und das Sperren unangemeldeter Nutzer. Sperren angemeldeter Nutzer musste ein Serveradministrator direkt über die Datenbank vornehmen, ebenso das Verleihen der Administratorenrechte nach der Wahl. Ab dem 25. Februar 2004 wurde die Funktion, angemeldete Nutzer zu sperren, aktiviert und die ersten beiden Sperren wurden verhängt. Die Adminfunktion, direkt per SQL-Abfrage lesend auf die Datenbank zuzugreifen, wurde aus Sicherheitsgründen 2005 deaktiviert.
Im Jahr 2004 übernahm die neu eingeführte Benutzergruppe der Bürokraten die Vergabe der Administratorrechte. Im Februar 2004 wurden die Benutzer „Sansculotte“ und ein paar Tage später „Head“ zu den ersten beiden Bürokraten gewählt. Später wurde die Zahl auf drei erhöht, und derzeit gibt es fünf Bürokraten in der deutschsprachigen Wikipedia. Auch die Kompetenzen wurden erweitert: Anfangs nur für die Vergabe von Administratorrechten zuständig, übernahmen die Bürokraten später auch die Umbenennung von Benutzernamen.
Im April 2004 wurde mit dem Benutzer „Fantasy“ in den ersten Stewardwahlen auch ein Nutzer der deutschsprachigen Wikipedia gewählt.
Nicht alle Benutzerrollen, die über die Zeit in MediaWiki, der verwendeten Software, ergänzt wurden, wurden auch sofort in der deutschsprachigen Wikipedia verwendet. So wurden im Juli 2006 die ersten drei Checkuser gewählt, eine im November 2005 eingeführte Benutzerrolle, die die IP-Adressen angemeldeter Nutzer einsehen kann. Über den Einsatz der im August 2006 eingeführten Oversight-Funktion, mit der zum Datenschutz Versionen versteckt werden können, wurde im Mai 2009 ein bestätigendes Meinungsbild abgehalten.

## Ausgaben

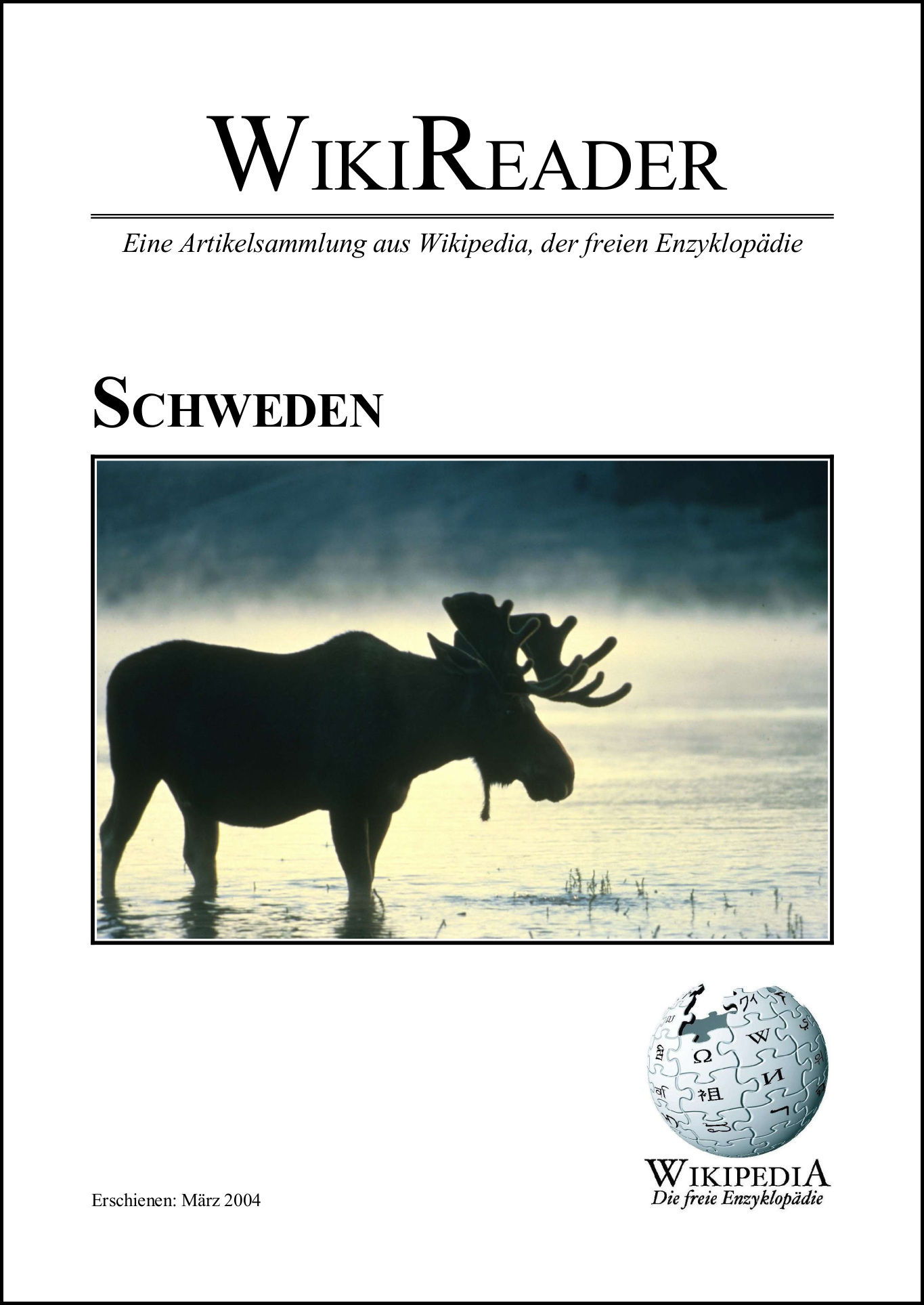
Der erste WikiReader

Zahlreiche Websites nehmen das Angebot der freien Lizenz wahr und spiegeln Wikipedia-Inhalte, einige verdienen dabei an der Einblendung von Werbung und/oder affiliate Links. Daneben entstanden auch mehrere Versionen für Handy und Smartphone.
In der Offline-Verbreitung spielte die deutschsprachige Wikipedia eine Vorreiterrolle. Der Münchner Wikipedianer Thomas Karcher stellte den ersten „WikiReader“ zusammen, eine Auswahl der Wikipedia-Artikel zum Thema Schweden, der im Juni 2004 in einer Auflage von 1500 Exemplaren erschien. Ungefähr zeitgleich ließ auch Thomas Koll einen WikiReader zum Thema Internet drucken.
Im Herbst 2004 veröffentlichte der Berliner Verlag Directmedia Publishing in Zusammenarbeit mit der Wikipedia-Community eine erste CD-Version der Wikipedia. Etwa halbjährlich erscheinen seitdem DVD-Ausgaben, die auch frei im Netz zum Download bereitgestellt wurden.
Die Zenodot Verlagsgesellschaft griff das Konzept der WikiReader auf und veröffentlichte in den Jahren 2005 und 2006 in der Taschenbuchreihe WikiPress eine Reihe lektorierter Sammlungen von Wikipedia-Texten.
„WP 1.0“, der Plan, die gesamte Wikipedia in einer hundertbändigen Druckfassung wie klassische Enzyklopädien im Abonnement herauszugeben, wurde von Zenodot nach negativem Feedback aus der Wikipedia-Community und spärlichen Abonnentenzahlen jedoch wieder aufgegeben. Der erste Band sollte zur Frankfurter Buchmesse im Oktober 2006 erscheinen; nach fünfzig Monaten, im Dezember 2010, sollte die Arbeit abgeschlossen sein. Wenn auch kein Band je erschienen ist, hat das Projekt doch Spuren in der Wikipedia hinterlassen in Form der dafür eingerichteten Fachredaktionen, die auch nach Aufgabe des Plans weiterbestanden und ihren festen Platz im Institutionengefüge der Wikipedia erhielten.
Im Jahr 2008 erschien das 992 Seiten umfassende einbändige Buch Das Wikipedia-Lexikon in einem Band aus den ersten Absätzen der knapp 20.000 am häufigsten aufgerufenen Artikel im Bertelsmann-Verlag. Seit Juni 2009 können bei PediaPress selbst zusammengestellte Books-on-Demand aus Wikipedia-Inhalten bestellt werden.

## Inhalte
Das Projekt bildet wesentliches Weltwissen ab (dies ist in Bearbeitung). Die Inhalte sollen ausgewogen, neutral und allgemeinverständlich sein, außerdem müssen wesentliche Aussagen mit einem reputablen Nachweis (Presseberichte, Literaturangaben etc.) belegt werden. Jeder Eintrag (Artikel und Listen) ist mit Kategorien nach der eigenen Sachsystematik versehen.
Die Lizenzierung aller Texte basiert auf der Creative-Commons-Lizenz Namensnennung – Weitergabe unter gleichen Bedingungen 4.0 und der GNU-Lizenz für freie Dokumentation. Dies sind sogenannte freie Lizenzen. Bei Bildern, Grafiken und Kartenwerken gelten verschiedene Lizenzen. Wie jede Wikipedia-Ausgabe ist die Nutzung des Originals kostenlos und werbefrei.
Der Umfang der Texte würde gedruckt 1627 Bücher mit je 500 Blättern erfordern.

## Autorenschaft

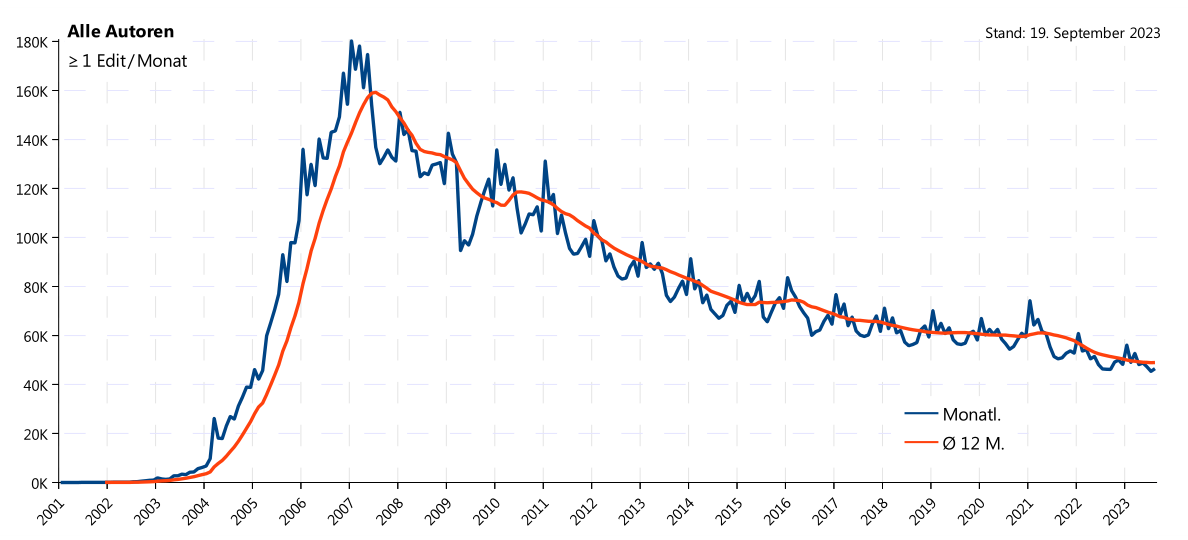
Aktive, auch nicht registrierte Autoren mit wenigstens einer Bearbeitung der deutschsprachigen Wikipedia im Monat, Januar 2001 bis August 2023

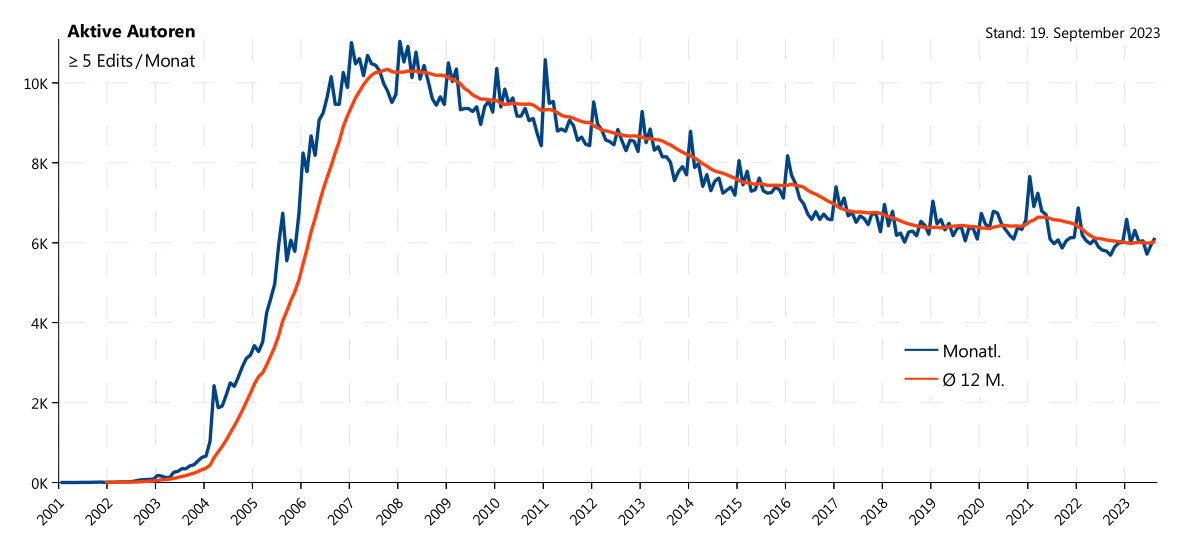
Aktive, auch nicht registrierte Autoren mit mindestens fünf Bearbeitungen der deutschsprachigen Wikipedia im Monat, Januar 2001 bis August 2023

Wikipedias Inhalte werden von einer unentgeltlich arbeitenden Online-Community erstellt und korrekturgelesen. Sie besteht aus Benutzer genannten Autoren, Redakteuren und Korrektoren sowie derzeit 172 gewählten Administratoren. Neben nicht registrierten waren in den letzten 30 Tagen 40.453 registrierte Konten mindestens einmal aktiv. Eine Pflicht zur Registrierung oder gar Offenlegung des Klarnamens besteht nicht, so dass diesen nur eine Minderheit der bislang 4.651.047 registrierten Nutzerkonten verwendet. Jede Änderung von Inhalten ist auf Dauer in der „Versionsgeschichte“ nachvollziehbar.
Die Anzahl der mit mindestens fünf monatlichen Bearbeitungen aktiven Autoren inklusive solcher ohne registriertes Konto erreichte mit rund 10.000 pro Monat in den Jahren 2007 und 2008 einen Höhepunkt und ist seitdem deutlich rückläufig. Im Jahre 2023 erreichte sie mit noch etwa 6000 den niedrigsten Wert seit 2005.

## Rezeption
Eine erste Ausgabe der deutschsprachigen Wikipedia wurde als DVD-ROM von der Directmedia Publishing GmbH als Sonderausgabe der Digitalen Bibliothek herausgegeben.
Im Jahr 2005 erhielt die deutschsprachige Wikipedia den Grimme Online Award in den Kategorien Wissen und Bildung sowie Publikumspreis.
Die deutschsprachige Wikipedia wurde im Vergleich mit anderen Sprachversionen 2009 von Wikipedia-Gründer Jimmy Wales als qualitativ hochwertig und 2011 von der damaligen Wikimedia-Geschäftsführerin Sue Gardner sogar als beste Sprachversion bezeichnet. Sie sei akkurat, ausführlich, gut gepflegt, enthielte lange Artikel und sei gut bequellt.
In einer Untersuchung der Frankfurter Allgemeine Sonntagszeitung, die im Juli 2025 veröffentlicht wurde, wurden 1000 zufällige Artikel mithilfe von KI und eigenen Recherchen auf Fehler und Aktualität hin überprüft. Demnach wiesen 20 % der geprüften Artikel fehlerhafte, weitere 20 % veraltete Informationen auf. Als Grund wird eine hohe Einstiegshürde für neue Autoren ausgemacht.

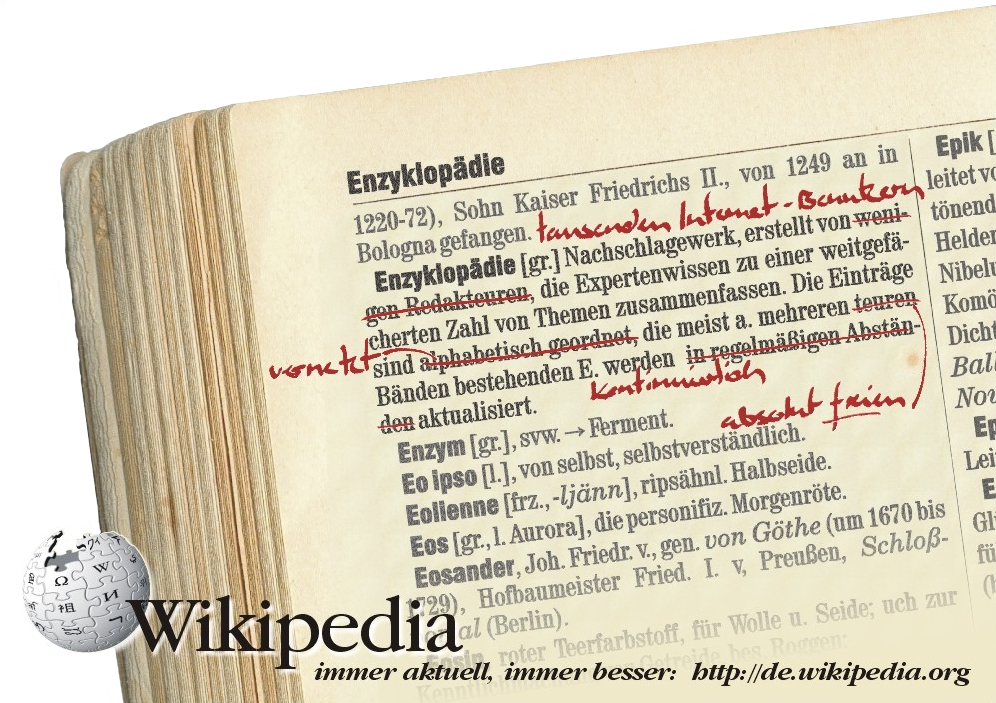
Eigenwerbung der Wikipedia: Online- vs. Druckenzyklopädie

### Sekundärliteratur über Wikipedia
Der erste groß angelegte Vergleich der deutschsprachigen Wikipedia mit den etablierten digitalen Nachschlagewerken Microsoft Encarta Professional 2005 und Brockhaus multimedial 2005 Premium erschien im Oktober 2004 in der Computer-Fachzeitschrift c’t (Ausgabe 21/2004). Dort erreichte sie im Inhaltstest die höchste durchschnittliche Gesamtpunktzahl, in der Kategorie Multimedia schnitt die freie Enzyklopädie dagegen schlechter ab – ähnliche Wertungen erzielte die deutschsprachige Wikipedia kurz darauf in einem Lexikavergleich der Wochenzeitung Die Zeit. Beide Tests basierten auf einer kleinen Stichprobe von insgesamt 60 bis 70 Artikeln aus verschiedenen Themengebieten. 2007 führte die c’t einen weiteren Vergleich zwischen Bertelsmann Enzyklopädie 2007, Brockhaus multimedial 2007 Premium, Encarta 2007 und der deutschsprachigen Wikipedia durch, bei dem die Wikipedia hinsichtlich Fehlerzahl nicht schlechter als die kommerziellen Enzyklopädien abschnitt und in den Kategorien „Vollständigkeit“ und „Aktualität“ vorne lag. Dabei empfanden die Tester die Artikel der Wikipedia vielfach als zu ausführlich und langatmig.
Im Dezember 2007 veröffentlichte die Zeitschrift Stern einen Vergleich zwischen Wikipedia und der Online-Ausgabe des Brockhaus. Der Recherchedienst „Wissenschaftlicher Informationsdienst WIND GmbH“ in Köln überprüfte 50 zufällig ausgewählte Einträge zu den Themen Politik, Wirtschaft, Sport, Wissenschaft, Kultur, Unterhaltung, Erdkunde, Medizin, Geschichte und Religion auf Richtigkeit, Vollständigkeit, Aktualität und Verständlichkeit. Wikipedia erzielte über alle Bereiche eine Durchschnittsnote von 1,7 nach deutschen Schulnoten, während die Brockhaus-Einträge zu den gleichen Stichworten nur auf eine Durchschnittsnote von 2,7 kamen. Bei 43 Artikeln gaben die Tester der Wikipedia bessere Noten als der kostenpflichtigen Konkurrenz, in einem Fall erhielten beide Nachschlagewerke dieselbe Note, bei sechs Stichworten lag der Brockhaus vorn. Ebenso bei der Verständlichkeit; einige Wikipedia-Artikel fanden die Tester zu kompliziert, andere zu weitschweifig und zu lang. Lobend erwähnte der Stern das besonders gute Abschneiden der Wikipedia in der Kategorie „Aktualität“, während er sich überrascht zeigte, dass die Wikipedia auch in der Rubrik „Richtigkeit“ siegte; „angesichts der Tatsache, dass hier Freiwillige gratis gegen professionelle Redakteure antreten, [sei] dies nicht zu erwarten [gewesen].“
Im internen Namensraum der Wikipedia – also mit der Wikipedia-Community als Leserzielgruppe – werden mehrere Zusammenfassungen von externen Beiträgen oder Publikationen über die Wikipedia gepflegt. Im Pressespiegel und im Außenspiegel werden Presseartikel zusammengestellt. Des Weiteren gibt es das interne Magazin Kurier sowie – als „Selbstreflexion“ – eine Artikelsammlung zu Sprachversionen der Wikipedia sowie ihr nahestehenden Projekten und Vorgängen.

### Juristische Auseinandersetzungen
Sowohl der Förderverein Wikimedia Deutschland als auch die Wikimedia Foundation wurden wegen Wikipedia-Artikeln in juristische Auseinandersetzungen verwickelt. Obwohl Wikimedia Deutschland lediglich die Domain wikipedia.de betreibt, auf der nur eine Suchmaske für mehrere Wikipedia-Sprachversionen zu finden ist (die Webadresse der deutschsprachigen Version ist de.wikipedia.org), wurde der Verein zum Hauptadressaten von Beschwerden, Abmahnungen und Klagen.
So klagte etwa der Komiker, der die Bühnenfigur Atze Schröder darstellt, 2007 dagegen, dass in dem Artikel zu seiner Figur sein bürgerlicher Name erschien. Nachdem die Pressekammer des Landgerichts Hamburg ihm die Kosten des Verfahrens auferlegt und auch inhaltlich Stellung gegen eine Unterdrückung des Namens bezogen hatte, zog er die Klage gegen den damaligen Wikimedia-Deutschland-Geschäftsführer Arne Klempert zurück.
Mittels einer einstweiligen Verfügung des Landgerichts Lübeck erwirkte der Politiker Lutz Heilmann, damals Mitglied des Bundestags und der Linkspartei, am 13. November 2008, dass die Internetadresse wikipedia.de mehrere Tage lang nicht mehr auf die Internetadresse de.wikipedia.org, die in den Vereinigten Staaten registriert ist, weitergeleitet werden durfte. Nachdem die seiner Auffassung nach seine Persönlichkeitsrechte verletzenden Darstellungen weitgehend entfernt worden waren, erklärte Heilmann die juristische Auseinandersetzung für erledigt.
Das Landgericht Köln verneinte 2008 als erstes in einem Urteil die Verantwortung des deutschen Fördervereins für Wikipedia-Inhalte. Es wies die Klage der Frankfurter Verlagsgruppe, die in der Weiterleitung der Seite wikipedia.de auf Wikipedia eine Zueigenmachung der Inhalte sah, gegen Wikimedia Deutschland ab.

### Verbreitung
Die deutschsprachige Wikipedia macht etwa sechs Prozent des globalen Wikipedia-Verkehrs aus. Einer Wikimedia-Statistik zufolge kamen 77 % der Seitenaufrufe der deutschsprachigen Wikipedia aus Deutschland, 8 % aus Österreich und 5,4 % aus der Schweiz. Die übrigen 9,6 % stammten aus der restlichen Welt, insbesondere aus den Vereinigten Staaten, Frankreich, China, Italien, den Niederlanden und dem Vereinigten Königreich. Die deutschsprachige Wikipedia ist in Deutschland, Österreich, der Schweiz und Liechtenstein die meistgelesene Ausgabe der Wikipedia.
| Woher stammen die Bearbeitungen der deutschsprachigen Wikipedia? | Woher stammen die Bearbeitungen der deutschsprachigen Wikipedia? | Woher stammen die Bearbeitungen der deutschsprachigen Wikipedia? | Woher stammen die Bearbeitungen der deutschsprachigen Wikipedia? | Woher stammen die Bearbeitungen der deutschsprachigen Wikipedia? |
| ---------------------------------------------------------------- | ---------------------------------------------------------------- | ---------------------------------------------------------------- | ---------------------------------------------------------------- | ---------------------------------------------------------------- |
|                                                                  |                                                                  |                                                                  |                                                                  |                                                                  |
| Deutschland                                                      | Deutschland                                                      |                                                                  | 83,6 %                                                           | 83,6 %                                                           |
| Österreich                                                       | Österreich                                                       |                                                                  | 7,1 %                                                            | 7,1 %                                                            |
| Schweiz                                                          | Schweiz                                                          |                                                                  | 4,0 %                                                            | 4,0 %                                                            |
| Vereinigte Staaten                                               | Vereinigte Staaten                                               |                                                                  | 0,5 %                                                            | 0,5 %                                                            |
| Frankreich                                                       | Frankreich                                                       |                                                                  | 0,5 %                                                            | 0,5 %                                                            |
| Italien                                                          | Italien                                                          |                                                                  | 0,5 %                                                            | 0,5 %                                                            |
| Andere Länder                                                    | Andere Länder                                                    |                                                                  | 3,8 %                                                            | 3,8 %                                                            |
| (Prozent der Bearbeitungen, 1. März 2012 – 28. Februar 2013)     |                                                                  |                                                                  |                                                                  |                                                                  |

| Woher kommen die Seitenabrufe (Leser) der deutschsprachigen Wikipedia? | Woher kommen die Seitenabrufe (Leser) der deutschsprachigen Wikipedia? | Woher kommen die Seitenabrufe (Leser) der deutschsprachigen Wikipedia? | Woher kommen die Seitenabrufe (Leser) der deutschsprachigen Wikipedia? | Woher kommen die Seitenabrufe (Leser) der deutschsprachigen Wikipedia? |
| ---------------------------------------------------------------------- | ---------------------------------------------------------------------- | ---------------------------------------------------------------------- | ---------------------------------------------------------------------- | ---------------------------------------------------------------------- |
|                                                                        |                                                                        |                                                                        |                                                                        |                                                                        |
| Deutschland                                                            | Deutschland                                                            |                                                                        | 77,0 %                                                                 | 77,0 %                                                                 |
| Österreich                                                             | Österreich                                                             |                                                                        | 8,0 %                                                                  | 8,0 %                                                                  |
| Schweiz                                                                | Schweiz                                                                |                                                                        | 5,4 %                                                                  | 5,4 %                                                                  |
| Vereinigte Staaten                                                     | Vereinigte Staaten                                                     |                                                                        | 1,3 %                                                                  | 1,3 %                                                                  |
| Andere Länder                                                          | Andere Länder                                                          |                                                                        | 8,3 %                                                                  | 8,3 %                                                                  |
| (Prozent der Seitenabrufe, September 2018)                             |                                                                        |                                                                        |                                                                        |                                                                        |

### Nutzung in Deutschland
Laut einer Umfrage gaben im November 2015 79 Prozent der Internetnutzer ab 14 Jahren in Deutschland an, Wikipedia zu nutzen. Die meisten Nutzer von Wikipedia gab es demzufolge mit 92 Prozent in der Altersgruppe der 14- bis 29-jährigen Internetnutzer. Bei den 30- bis 49-Jährigen sind es demnach 84 Prozent und 74 Prozent bei den Internetnutzern im Alter von 50 bis 64 Jahren. Bei den über 65-jährigen Internetnutzern liegt der Anteil der Wikipedianutzer laut Befragung bei 43 Prozent.